# Vélez Sársfield (Buenos Aires)
Vélez Sársfield es uno de los barrios de la ciudad de Buenos Aires, Argentina, ubicado en el oesudoeste, perteneciente a la Comuna 10. Comprende el territorio entre las calles Av. Segurola, Juan Agustín García, Av. Lope de Vega, Av. Juan B. Justo, Av. del Corro, Medina, Av. Juan Bautista Alberdi y Mariano Acosta. Limita con los barrios de Monte Castro al norte, con Floresta al este, con Parque Avellaneda al sur y con Villa Luro al oeste.
Su población se acercaba en 2001 a las 36 000 personas, según el Censo Nacional del INDEC de ese año.

## Historia
Las calles del actual barrio fueron trazadas sobre grandes terrenos que hasta fines del siglo XIX pertenecían a quintas suburbanas en manos de familias como los Olivera, los Villisac, los Cuirolo, Domingo Zunino, los herederos de José Delfino, los Campana, el general Domingo Viejobueno, etc. Con el crecimiento explosivo que tuvo Buenos Aires en las primer décadas del siglo XX, la zona comenzó a lotearse y poblarse por los inmigrantes europeos. Tradicionalmente este barrio era parte del de Floresta, con cuya historia y desarrollo se encuentra totalmente vinculado. Por Decreto del Poder Ejecutivo del 19 de diciembre de 1895, se crea la Parroquia de Vélez Sarsfield a pedido de la Comisión de Fomento de La Floresta. Su individualización como barrio independiente puede decirse que se inició el 26 de enero de 1910, cuando debido al aumento de la población en la zona, la Municipalidad de Buenos Aires decidió  la creación de la Subintendencia de Vélez Sarsfield para la administración del lugar. Se trataba de una zona marginal que bajo la influencia del Arroyo Maldonado y sus inundaciones la hacía poco atractiva en comparación con otras.

## Descripción
Se llama así en honor a Dalmacio Vélez Sársfield, político argentino autor del código civil. Es un típico barrio de casas bajas habitado en su mayor parte por familias de clase media.
Sus principales lugares y edificios representativos son:
- Santuario (Ubicado En Cervantes 1168) e Instituto San Ramón Nonato,Ubicado En Cervantes 1150  (entre Alejandro Magariños Cervantes y Murature).
- El Colegio del Espíritu Santo, ubicado la manzana delimitada por las calles Avellaneda, Gómez de Fonseca, Saráchaga y Belén.El mural El Peso de la Camiseta de Julián Cheula en La Plaza "Che Guevara"

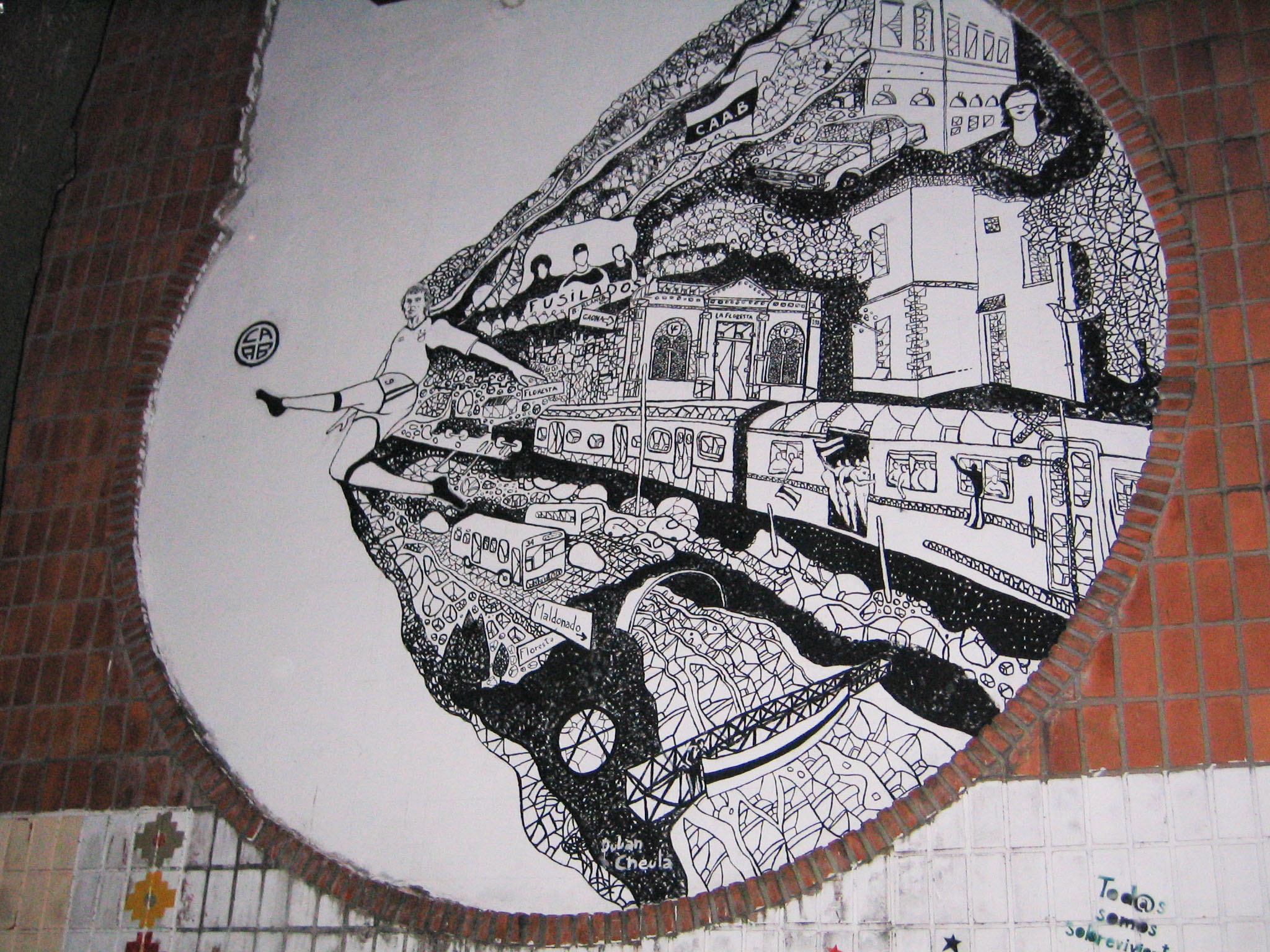
El mural El Peso de la Camiseta de Julián Cheula en La Plaza "Che Guevara"

- La Plaza Ernesto “Che” Guevara, entre las calles Cnel. Ramón L. Falcón, Dip. Nac. Osvaldo Benedetti y Pasaje Particular, dotada de palmeras y palos borrachos. Antiguamente existía ahí una residencia de 1870 que luego funcionó como escuela, al demoler la casona en el año 1983 se perdió parte de la historia barrial, a pesar de esto, la exuberante vegetación que hoy encontramos, es la misma que creció en el jardín de aquella casa.
- La Plaza de la Bandera, entre las Avenidas Juan B. Justo y Gaona y la calle Belén.
- La Catedral Católica Ucraniana, en Cnel. Ramón L. Falcón 3960, proyectada por el arquitecto Victorio Grinenco.[5]
- El Centro Cultural "La Casita de la Selva", en Pasaje La Selva 4022.
- La Iglesia Nuestra Señora del Buen Consejo, originalmente en Av. Canónigo Miguel del Corro 330 y actualmente en Cardoso 242.
- El Seminario Teológico Internacional Bautista, en Cnel. Ramón L. Falcón 4080, conformado por las Obras Bautistas de Argentina, Chile, Paraguay y Brasil desde el año 1912.
- El Museo "General Belgrano", en Saráchaga 4906.
- La sede del Círculo Esloveno, en Cnel. Ramón L. Falcón al 4158.
- La Escuela Municipal n.º 2, D.E. 11 "Máximo S. Victoria", en Cnel. Ramón L. Falcón 4151.
- El Centro Clandestino de Detención "El Olimpo" durante la dictadura del Proceso de Reorganización Nacional, en Cnel. Ramón L. Falcón y Lacarra.
- La Iglesia de Jesucristo de los Santos de los Últimos Días en Aranguren 4499 donde antiguamente había una mansión.
- El Club Social y Deportivo "Cervantes", ubicado en Gral. César Díaz 5131.[6]
- El Restaurante temático All Boys en la esquina de Av. Segurola y Juan A. García.